# Martin Heinrich
assinatura
Martin Trevor Heinrich (Fallon, Nevada, 17 de outubro de 1971), político estadounidense.

## Biografia
Nascido em Fallon, Nevada, filho de Shirley A. Bybee e Peter C. Heinrich. Obtém seu B.sc. na Universidade do Missouri em 1995, posteriormente estuda na Universidade do Novo México. Trabalhou como Director Executivo da ONG Cottonwood Gulch Foundation, dedicada às ciências naturais e o ambiente. Fundou sua própria consultoria em políticas públicas.
Filiado ao Partido Democrata dos Estados Unidos, foi eleito à Câmara de Representantes em novembro de 2009. Foi reelecto em 2011.
Nas eleições de novembro de 2012 foi eleito para ocupar uma cadeira senatorial em representação do estado de Novo México, cargo que assumiu a 3 de janeiro de 2013.